# Navicordulia kiautai
Navicordulia kiautai är en trollsländeart som beskrevs av Machado och Costa 1995. Navicordulia kiautai ingår i släktet Navicordulia och familjen skimmertrollsländor. Inga underarter finns listade i Catalogue of Life.